# Roata de Jos

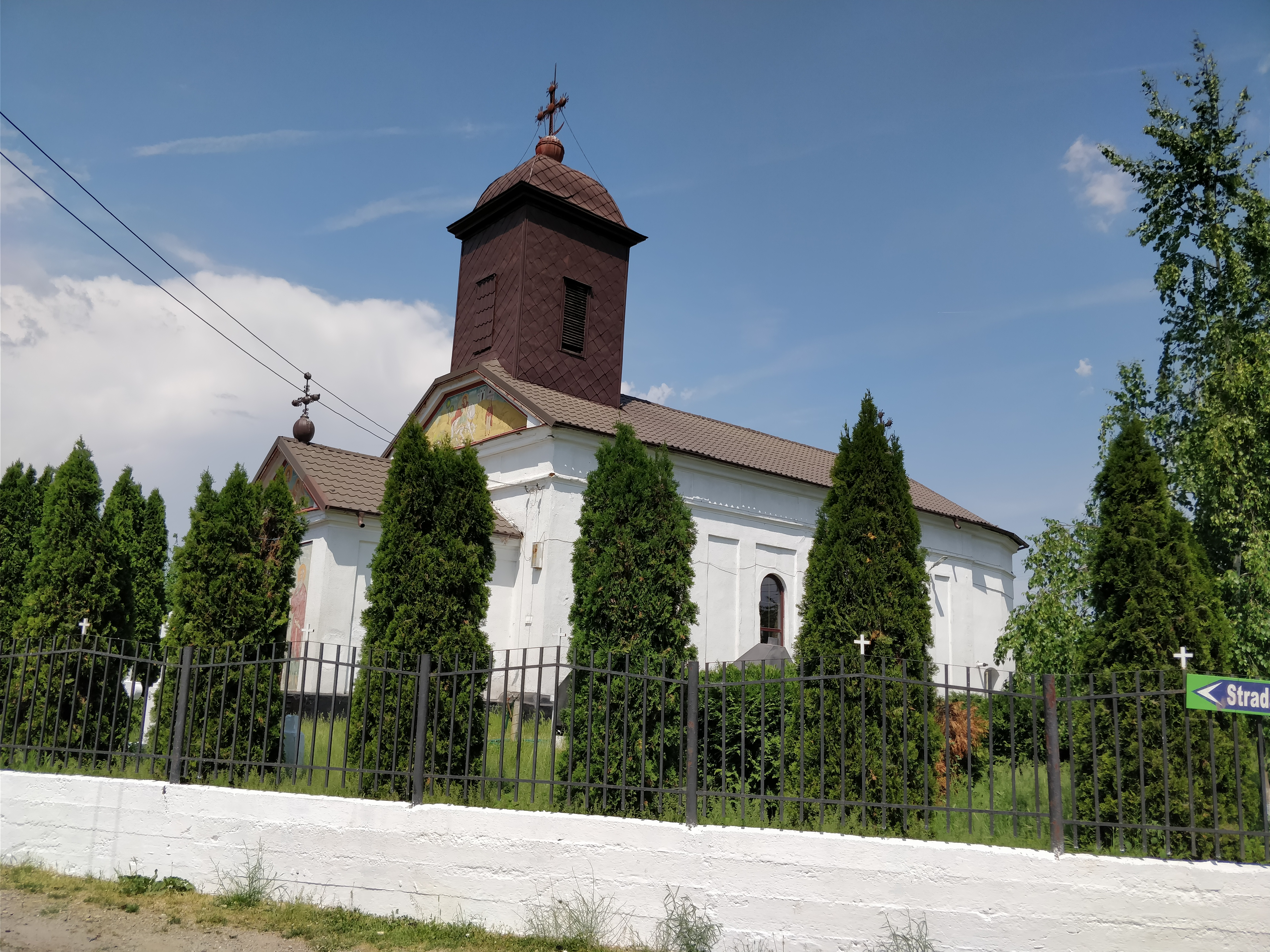
Depre Roata de Jos

Roata de Jos é uma comuna romena localizada no distrito de Giurgiu, na região de Muntênia. A comuna possui uma área de 82.85 km² e sua população era de 8215 habitantes segundo o censo de 2007.